# Sphalloplana hubrichti
Sphalloplana hubrichti är en plattmaskart. Sphalloplana hubrichti ingår i släktet Sphalloplana och familjen Planariidae. Inga underarter finns listade i Catalogue of Life.